# Szent arkangyalok templom (Csákó)
A csákói Szent arkangyalok templom műemlék Romániában, Fehér megyében. A romániai műemlékek jegyzékében az AB-II-m-A-00203 sorszámon szerepel.